# Phlegra lineata
Phlegra lineata är en spindelart som först beskrevs av Koch C.L. 1848.  Phlegra lineata ingår i släktet Phlegra och familjen hoppspindlar. Inga underarter finns listade i Catalogue of Life.